# Quyển mềm

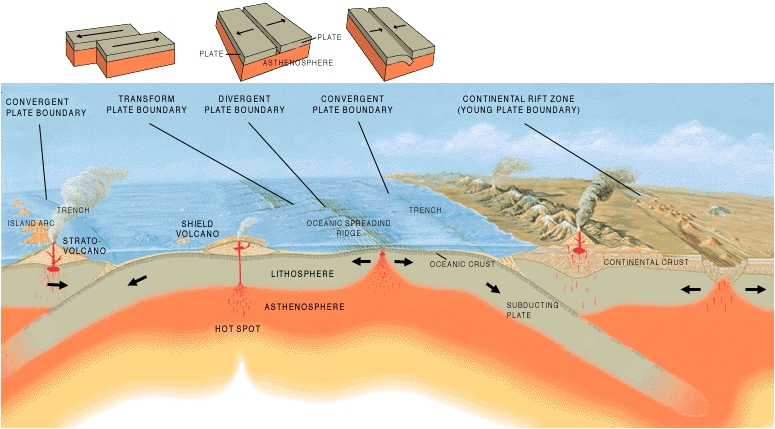
Quyển mềm asthenosphere (màu da cam) phía dưới thạch quyển

Quyển astheno (từ tiếng Hy Lạp a + ''sthenos có nghĩa là "không có lực") là khu vực của Trái Đất nằm ở độ sâu từ 100-200 km dưới bề mặt—nhưng có thể mở rộng tới độ sâu 400 km—đây là khu vực yếu hay "mềm" thuộc tầng trên cùng của lớp phủ. Nó nằm ngay phía dưới thạch quyển và là tác nhân tham gia vào các chuyển động địa tầng và các điều chỉnh đẳng tĩnh. Mặc dù tại đây có nhiệt độ cao nhưng áp suất cao đã giữ cho lớp này ở dạng dẻo và nó có tỷ trọng tương đối thấp. Các sóng địa chấn, (vận tốc lan truyền của nó giảm theo độ mềm của môi trường) truyền tương đối chậm trong quyển astheno các tín hiệu cảnh báo cho các nhà địa chấn học về sự hiện diện của nó; vì thế nó được các nhà địa chấn học đặt tên là khu vực vận tốc chậm.
Dưới đáy các mảng đại dương tương đối mỏng thì quyển astheno thông thường nằm gần đáy biển và tại các sống đại dương thì nó chỉ cách đáy biển vài kilômét.
Phần trên của quyển astheno được cho là khu vực mà các mảng lớn của lớp vỏ Trái Đất bằng đá cứng và dễ vỡ chuyển động trên nó. Do các điều kiện về nhiệt độ và áp suất tại quyển astheno, đá trở nên mềm dẻo và chảy với tốc độ khoảng vài cm/năm trên một khoảng cách thẳng tới hàng nghìn kilômét. Bằng cách này, nó "chảy" tương tự như các dòng đối lưu, bức xạ nhiệt từ trong lòng Trái Đất ra ngoài. Phía trên quyển astheno, với cùng vận tốc biến dạng, đá phản ứng giống như một chất dẻo và dễ vỡ, có thể đứt gãy và sinh ra các đứt gãy địa chất (các phay địa chất). Thạch quyển cứng được coi là "trôi" hay chuyển động trên quyển astheno có dòng chảy chậm, tạo ra chuyển động của các mảng vỏ Trái Đất được mô tả trong thuyết kiến tạo địa tầng.
Mặc dù sự tồn tại của quyển astheno đã được đưa ra từ năm 1926, nhưng sự tồn tại này chỉ được công nhận nhờ các phân tích sóng động đất từ trận động đất lớn ở Chile diễn ra vào ngày 22 tháng 5 năm 1960.